# Молодая гвардия (хоккейный клуб)
Молодая гвардия — хоккейный клуб из Донецка, в сезоне 2013/14 игравший в Молодёжной хоккейной лиге. Является аффилированным клубом донецкого «Донбасса», выступающего в чемпионате Украины. С сезона 2014/2015 клуб не выступает в Молодёжной хоккейной лиге по причине сложной политической ситуации на Украине.
С сезона-2021/22 выступает в Молодёжной хоккейной лиге (Украина).

## История
2 апреля 2013 года ХК «Донбасс» заявил о старте переговоров с МХЛ по вопросу включения молодёжной команды клуба в чемпионат МХЛ сезона 2013/2014.
Главным тренером команды стал Александр Годынюк, с которым 8 апреля был подписан трехлетний контракт, его помощниками стали Сергей Ткаченко и Игорь Чибирев.
Название для команды придумали болельщики. С 4 по 8 апреля 2013 г. любой посетитель официального сайта ХК «Донбасс» мог прислать свой вариант названия. Среди предложенных чаще всего встречались три варианта: «Молодая гвардия», «Донецкие скифы» и «Пламя Донбасса». ХК «Донбасс» устроил голосование, по результатам которого команда получила название — «Молодая гвардия». Этот вариант набрал 994 голоса - 45,28% от общего количества проголосовавших. За два других названия – «Донецкие скифы» и «Пламя Донбасса» - проголосовали 694 человека (31,62 %) и 507 человек (23,10 %) соответственно.
Свой первый официальный матч, в сезоне 2013/2014, подопечные Александра Годынюка провели на выезде, против петербургского «Динамо», 3 сентября 2013 года. В этом матче победила «Молодая гвардия» со счётом 1:4. Автором первой, официально заброшенной, шайбы клуба стал нападающий — Евгений Никифоров.
Регулярный чемпионат молодежная команда клуба завершила на 15-м месте конференции Запад. Ее соперником в плей-офф стала молодежная команда ХК «Динамо» (Москва) -  ХК МВД. Серия игр завершилась со счетом 0:3 в пользу москвичей.
В связи с нестабильной с точки зрения безопасности ситуацией на Украине донецкий МХК «Молодая Гвардия» пропустил сезон-2014/15 в Молодежной хоккейной лиге. Договоренность об этом была достигнута накануне, 17 июня, на встрече управляющего директора МХЛ Дмитрия Ефимова и президента ХК «Донбасс» Бориса Колесникова.  
В июне 2021 года было принято решение о создании украинской Молодёжной хоккейной лиги. Хоккейный клуб «Донбасс» начал работу по формированию команды, которая будет защищать цвета донецкого клуба в Молодежной хоккейной лиге. Основой команды станут игроки «Донбасса 2004».
19 июля было объявлено, что молодежная команда дончан получила уже хорошо знакомое для всех болельщиков донецкого клуба название - «Молодая Гвардия».
Команда начала подготовку к сезону под руководством Владимира Карабаджака и Леонида Гладченко. Предсезонные сборы прошли на базе областного физкультурного центра «Олимп».

### Выступления в МХЛ
| Сезон   | Регулярный чемпионат          | Плей-офф                |
| ------- | ----------------------------- | ----------------------- |
| 2013-14 | 8-е место в дивизионе «Центр» | Поражение в 1/16 финала |

## Ежегодные результаты

### Регулярный чемпионат
Примечание: И — количество игр, В — выигрыши в основное время, ВО — выигрыши в овертайме, ВБ — выигрыши по буллитам, ПО — проигрыши в овертайме, ПБ — проигрыши по буллитам, П — проигрыши в основное время, ГЗ — голов забито, ГП — голов пропущено, О — очки.
| Сезон   | И  | В  | ВО | ВБ | ПБ | ПО | П  | О  | ГЗ  | ГП  |
| ------- | -- | -- | -- | -- | -- | -- | -- | -- | --- | --- |
| 2013-14 | 56 | 18 | 1  | 4  | 4  | 3  | 26 | 71 | 146 | 178 |

### Плей-офф
- 2013—2014

1/16 финала: «Молодая Гвардия» — ХК МВД — 0:3 (1:6, 2:3, 1:4)